# Icaro Air
Icaro Air war eine ecuadorianische Fluggesellschaft mit Sitz in Quito und Basis auf dem Flughafen Quito.

## Flugziele
Icaro flog mit Stand Juni 2009 von Quito nach Guayaquil und Manta. Seit Juli 2009 betrieb Icaro Air mit einer Boeing 737-290C auch Frachtflüge von Quito nach Bogotá.

## Flotte
Die Flotte von Icaro Air bestand mit Stand Juli 2009 aus drei Flugzeugen und vier Hubschraubern:
- 2 Boeing 737-200
- 1 Boeing 737-290C
- 2 Eurocopter AS 350
- 1 Bell 212
- 1 Boeing-Vertol CH-47C

## Zwischenfälle

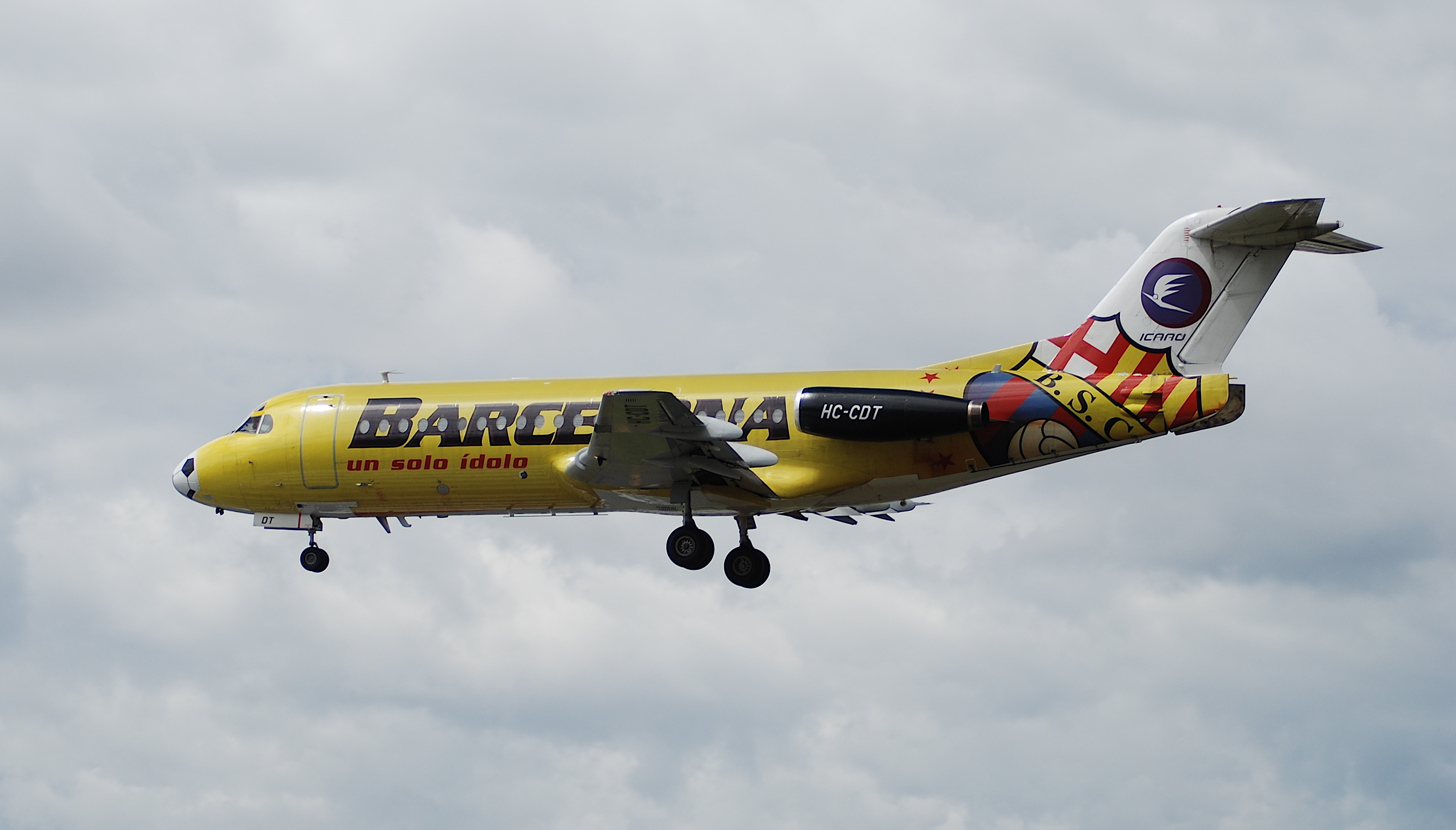
Die am 22. September 2008 zerstörte Fokker F28 am 23. Juni 2008

- Am 22. September 2008 um kurz nach 11:00 Uhr Ortszeit startete eine Fokker F-28 der Icaro (HC-CDT) vom Flughafen Quito Mariscal Sucre mit Ziel Coca. Dabei kollidierte die Maschine mit einer Antenne und kam ca. 400 m hinter der Startbahn an einer Mauer zum Stehen. Es entwickelte sich ein Feuer, das jedoch schnell unter Kontrolle gebracht werden konnte. Keiner von den 62 Passagieren oder Besatzungsmitgliedern wurde bei diesem Zwischenfall verletzt. Der Flughafen Quito wurde in der Folge für rund eine Stunde gesperrt. Der Grund für den Zwischenfall ist unklar.

## Trivia
- Im Juni 2008 erhielt Icaro Air internationales Aufsehen durch die Einführung von ca. 25-minütigen Modeschauen namens „Sky Fashion“ auf einigen Flügen zwischen Quito und Guayaquil.[3]